# 橋本涼子
橋本涼子（1977年7月9日—），日本女性配音員。出身於千葉縣。

## 人物簡介
明治學院大學法學部畢業。以前經歷Doa Production（Sigma Seven後援）、政宗一成的劇團言靈夢吽空、株式會社Art（2007年4月所屬）、Medallion（2008年2月移籍）、Max Mix（2009年9月10日加入）。
為人熟悉的代表配音作品為遊戲《純愛手札3》的御田萬里。

## 演出作品
※粗體字表示說明飾演的主要角色。

### 遊戲
- 純愛手札3 ～在約會的地方～（御田萬里）
- Missing Blue（日语：Missing Blue）

### 外語配音
※作品依英文名稱及英文原名排序。

#### 電影
- 龍在江湖
- 女狼傳奇（英语：Ginger Snaps (film)）

### 真人演出
- 純愛手札Super Live DVD
- 純愛手札Super Live DVD2
- 純愛手札Super Live forever COUNTDOWN2006 DVD

### 廣播節目
- Chara-ani .com

### CD
- 系列  第1卷
- 5（OL）
- 純愛手札3系列（御田萬里）
  - 純愛手札3 初次見面你好！
  - 純愛手札3 的音樂信息 第二集
  - 純愛手札3 的音樂信息 第三集
- 冬之蟬（日语：冬の蝉）（女中）
- 真夏的受害者II（老闆娘）

### 舞台
- 朗讀劇「少女與老音樂師」

### 其它
- 日經網路配信新聞（旁白）

## 外部連結
- Max Mix所屬期間的聲優簡介 （日語）（2014年6月21日的檔案館）